# Greatest Love of All
"Greatest Love of All" é uma canção escrita pelos compositores Michael Masser (música) e Linda Creed (letras). Foi gravada originalmente em 1977 pelo cantor e guitarrista americano George Benson, que fez um sucesso substancial com a canção nas principais tabelas musicais do Canadá, Reino Unido e Estados Unidos, onde atingiu a posição #2 na R&B Chart da Billboard. Esta versão original foi escrita e gravada especialmente para ser o tema principal do filme de 1977 The Greatest, uma cinebiografia do grande boxeador Muhammad Ali. Oito anos após a gravação original de Benson, a canção tornou-se ainda mais conhecida por uma regravação de Whitney Houston, cujo cover de 1985 (com o título ligeiramente alterado para "Greatest Love of All") acabou no topo das paradas, atingindo a posição #1 em três países: Austrália, Canadá e Estados Unidos, além da posição #1 no R&B chart em 1986.
George Benson, intérprete original, gravou oficialmente a canção quatro vezes. O single de estúdio de 1977 foi lançado nos Estados Unidos, Japão, França, Alemanha, Nova Zelândia, Austrália, Itália, Brasil, Holanda, Reino Unido, e na Tailândia, em um EP. Ele também gravou três versões ao vivo, sendo a última vez em dueto com o tenor de ópera italiana Luciano Pavarotti, em 2001.

## Composição
"Greatest Love of All" foi composta para ser o tema principal do filme de 1977 The Greatest, uma cinebiografia de Muhammad Ali. Linda Creed escreveu as letras no meio de sua luta contra o câncer de mama. As palavras descrevem seus sentimentos sobre como lidar com os grandes desafios que as pessoas devem enfrentar na vida, ser forte durante esses desafios se tiver sucesso ou falhar e transmitir essa força para as crianças a levar com elas em suas vidas adultas. Creed acabou sucumbindo à doença e faleceu em abril de 1986, aos 36 anos, quando a regravação de Whitney Houston já fazia sucesso. Michael Masser compôs a melodia; ele foi acusado em 1987 por Gordon Lightfoot de plagiar 24 barras de seu hit de 1971 "If You Could Read My Mind". Mas Gordon Lightfoot acabou desistindo da ação em respeito à cantora Whitney Houston.
Atualmente, o videoclipe da versão de Whitney Houston está com 236 milhões de visualizações no YouTube.

## Versão de George Benson (1977)
A versão original de "The Greatest Love of All" foi gravada em 1977 por George Benson, e originalmente lançada na trilha sonora do filme The Greatest, uma cinebiografia de Muhammad Ali e, portanto, não fez parte de nenhum álbum de carreira de Benson, apenas de coleções posteriores. A canção foi lançada como um single no mesmo ano e alcançou a posição #2 no R&B Chart da Billboard, o primeiro Top Ten da Arista Records, e encerrou o ano na posição 33 entre os Soul Singles da Billboard. O single também atingiu a posição #3 no Top 100 R&B chart da revista Cash Box, e a posição #4 na R&B Singles da revista Record World. Em outros charts, o single ficou entre as posições #22 e #29 nos Estados Unidos, #27 no Reino Unido e #25 e #42 no Canadá. "The Greatest Love of All" é dos hits mais bem sucedidos de George Benson e, por esta razão, duas de suas inúmeras coleções se chamam The Greatest Hits of All, e The Very Best of George Benson: The Greatest Hits of All, ambas lançadas em 2003.

### Posições em charts
A versão original de "The Greatest Love of All", gravada em 1977 por George Benson, alcançou as seguintes posições:
| Chart (1977)                         | Posição de pico |
| ------------------------------------ | --------------- |
| Canadá - Adult Contemporary (RPM)    | 42              |
| Canadá - Top Singles (RPM)           | 25              |
| UK Singles Chart - (Official Charts) | 27              |
| USA - R&B Chart (Billboard)          | 2               |
| USA - Top 100 R&B (Cash Box)         | 3               |
| USA - R&B Singles (Record World)     | 4               |
| USA - Adult Contemporary (Billboard) | 22              |
| USA - The Hot 100 (Billboard)        | 24              |
| USA - Singles Chart (Record World)   | 27              |
| USA - Top 100 Singles (Cash Box)     | 29              |

| Chart (Dezembro, 1977)         | Posição |
| ------------------------------ | ------- |
| Canadá - Top 200 Singles (RPM) | 173     |
| USA - R&B Solo Artist (RW)     | 10      |
| USA - Soul Singles (Billboard) | 33      |
| USA - Top R&B Singles (CB)     | 41      |
| USA - Top 200 Hits of 1977     | 153     |

### Faixas do Single
| Ano  | Lado   | Canção                     | Duração               | Intérprete     | Compositores                | Produtores     | Álbum Original          |
| ---- | ------ | -------------------------- | --------------------- | -------------- | --------------------------- | -------------- | ----------------------- |
| 1977 | Lado A | "The Greatest Love of All" | 3:29 (Single editado) | George Benson  | Michael Masser, Linda Creed | Michael Masser | The Greatest Soundtrack |
| 1977 | Lado B | "Ali's Theme"              | 5:18                  | Michael Masser | Michael Masser              | Michael Masser | The Greatest Soundtrack |

- A duração total de "The Greatest Love of All" no álbum The Greatest Soundtrack é 5:32.[4] A duração de 3:29 no Single de 7" é uma versão editada da canção.[5]

### Créditos
- Compositores – Michael Masser, Linda Creed[6][31]
- Arranjo – Michael Masser, Lee Holdridge[2][31]
- Maestro, Orquestrado por – Lee Holdridge[31]
- Produção – Michael Masser[2][31]
- Voz – George Benson[2][31]
- Piano – Michael Masser[31]
- Guitarra – Lee Ritenour[31]
- Bateria – Harvey Mason[31]
- Contrabaixo – Stanley Banks[31]

### George Benson & Luciano Pavarotti
No dia 29 de maio de 2001, o tenor lírico italiano Luciano Pavarotti realizou o concerto "Pavarotti & Friends" em sua cidade natal de Modena, na Itália. Para arrecadar dinheiro para os refugiados do Afeganistão no âmbito do programa do Alto Comissariado das Nações Unidas para os Refugiados, este concerto chamado "Pavarotti & Friends for Afghanistan" apresentou artistas convidados, um deles sendo seu amigo George Benson. A canção interpretada pelos dois foi a canção de Benson "The Greatest Love of All", cantada em partes por Benson em inglês e em outras partes por Pavarotti em italiano. Este concerto completo "Pavarotti & Friends for Afghanistan" arrecadou US$ 3,3 milhões para sua causa, e foi gravado e lançado em CD e DVD em 2001. A canção foi creditada com o título original "The Greatest Love of All" gravado por Benson. Curiosamente, o nome de George Benson é o primeiro nome que aparece na capa do disco entre os artistas participantes, abaixo de "Pavarotti & Friends". Esta interpretação em dueto de Benson & Pavarotti pode ser assistida clicando em George Benson & Luciano Pavarotti - "The Greatest Love of All" (em 2001) no YouTube.

### Aparições nas Coletâneas de Benson
Por ser um dos seus grandes hits de sucesso, "The Greatest Love of All" foi incluída em várias coletâneas de George Benson ao longo dos anos. Por este motivo, duas dessas coletâneas se chamam The Greatest Hits of All e The Very Best of George Benson: The Greatest Hits of All em referência a esta canção, da qual Benson é o intérprete original.
- 1978 - The Best Vocal Of George Benson[34]
- 1981 - The George Benson Collection[35]
- 1985 - George Benson ‎– The Love Songs[36]
- 1998 - Essentials... The Very Best Of George Benson[37]
- 2000 - George Benson ‎– Anthology[38]
- 2003 - The Greatest Hits of All[18]
- 2003 - The Very Best of George Benson: The Greatest Hits of All[19]
- 2010 - George Benson ‎– Classic Love Songs[39]
- 2011 - George Benson ‎– The Essential Selection[40]
- 2015 - George Benson ‎– The Ultimate Collection[41]

### Versões do Single em Outros Países
O single original de "The Greatest Love Of All" de George Benson também foi lançado em vários outros países, como mostrado na tabela abaixo:
| Ano  | País                              | Gravadora                  | Catálogo      | Formato      | A-Side "The Greatest Love Of All" | B-Side "Ali's Theme" |
| ---- | --------------------------------- | -------------------------- | ------------- | ------------ | --------------------------------- | -------------------- |
| 1978 | Estados Unidos (Reedição de 1978) | Arista / Flashback Records | AFS-9170      | Single de 7" | 5:35 (Completa)                   | 5:18                 |
| 1977 | Japão                             | Arista                     | IER-20349     | Single de 7" | 5:34 (Completa)                   | 5:19                 |
| 1977 | Itália                            | Arista                     | 3C 006 9989   | Single de 7" | 5:32 (Completa)                   | 5:17                 |
| 1977 | Alemanha                          | Arista / EMI Electrola     | 1C 006-99 489 | Single de 7" | 4:23 (Editada)                    | 5:15                 |
| 1977 | França                            | Arista                     | 2C 006-99.489 | Single de 7" | 4:18 (Editada)                    | 5:18                 |
| 1977 | Holanda                           | Arista                     | NG 891        | Single de 7" | 4:18 (Editada)                    | 5:18                 |
| 1977 | Austrália                         | Arista                     | AR-11530      | Single de 7" | 4:18 (Editada)                    | 5:18                 |
| 1977 | Nova Zelândia                     | Arista                     | ATA 251       | Single de 7" | 4:18 (Editada)                    | 5:18                 |
| 1977 | Reino Unido                       | Arista                     | ARISTA 133    | Single de 7" | (não informado)                   | (não informado)      |
| 1977 | Brasil                            | Arista                     | AR-31043      | Single de 7" | (não informado)                   | (não informado)      |

### Single Alternativo de 1984
Em julho de 1984, um novo single alternativo foi lançado no Reino Unido pelo selo Old Gold, com "The Greatest Love of All". A gravação original de Benson permaneceu no Lado A como single principal e no Lado B foi inserido um outro hit de outro artista: "Funkin' for Jamaica (N.Y.)" de Tom Browne, originalmente lançado em 1980.
| Ano de Gravação | Lado   | Canção                       | Duração | Intérprete    | Compositores                | Álbum                   |
| --------------- | ------ | ---------------------------- | ------- | ------------- | --------------------------- | ----------------------- |
| 1977            | Lado A | "The Greatest Love of All"   | 5:32    | George Benson | Michael Masser, Linda Creed | The Greatest Soundtrack |
| 1980            | Lado B | "Funkin' for Jamaica (N.Y.)" | 3:29    | Tom Browne    | Tom Browne, Toni Smith      | Love Approach           |

### EP "Floating Gold" na Tailândia
Em 1977, um extended play (EP) com quatro canções bem sucedidas da música Soul daquele ano foi lançado na Tailândia. O EP foi chamado de "Floating Gold", lançado pela gravadora Royalsound, em referência à canção "Float On" do grupo The Floaters, a primeira faixa do EP. A segunda faixa foi "We Never Danced To Love Song" do grupo The Manhattans e a terceira foi "Strawberry Letter 23" de The Brothers Johnson. Para terminar o EP, a quarta faixa foi "The Greatest Love of All" original de George Benson.
| Ano  | Lado    | Canção                           | Intérprete           | Compositores                                 | Álbum                   |
| ---- | ------- | -------------------------------- | -------------------- | -------------------------------------------- | ----------------------- |
| 1977 | Lado A1 | "Float On"                       | The Floaters         | Marvin Willis, James Mitchell, Arnold Ingram | Floaters                |
| 1977 | Lado A2 | "We Never Danced To a Love Song" | The Manhattans       | Gerald Alston, Edward 'Sonny' Bivins         | It Feels So Good        |
| 1977 | Lado B1 | "Strawberry Letter 23"           | The Brothers Johnson | Shuggie Otis                                 | Right on Time           |
| 1977 | Lado B2 | "The Greatest Love of All"       | George Benson        | Michael Masser, Linda Creed                  | The Greatest Soundtrack |

## Versão de Whitney Houston (1985)

### Antecedentes
Clive Davis, fundador da gravadora Arista Records, inicialmente foi contrário à ideia de Whitney regravar a canção em seu álbum de estúdio de estreia, Whitney Houston, mas porém, voltou atrás, convencido pela cantora e pelo co-autor Michael Masser. Inicialmente, foi lançada como lado B do single "You Give Good Love", um Top 5 anterior atingido por Houston. Pouco depois, foi lançada em single próprio..

### Faixas e formatos
| Vinil/7"/CD Single - Estados Unidos |                            |                                |                |         |  |
| N.º                                 | Título                     | Compositor(es)                 | Produtor(es)   | Duração |  |
| 1.                                  | "The Greatest Love of All" | Michael Masser, Linda Creed    | Michael Masser | 4:52    |  |
| 2.                                  | "Thinking About You"       | Kashif Saleem, La Forrest Cope | Kashif         | 4:06    |  |
| Duração total:                      | Duração total:             | Duração total:                 | Duração total: | 8:58    |  |

### Créditos
Créditos adaptados do álbum Whitney Houston e do sítio Allmusic.
- Michael Masser — composição, produção
- Linda Creed — produção
- Robbie Buchanan — instrumentista
- Nathan East — instrumentista
- Dann Huff — instrumentista
- Paul Jackson, Jr. — instrumentista
- Randy Kerber — instrumentista
- Richard Marx — instrumentista
- Lou Shelton — instrumentista
- Debbie Thomas — instrumentista
- Julia Waters — instrumentista
- Maxine Waters — instrumentista
- Oren Waters — instrumentista
- Bill Schnee — mixagem
- Michael Mancini — engenharia
- Russell Schmitt — engenharia

### Desempenho nas tabelas musicais
| País — Tabela musical                                        | Posição de pico |
| ------------------------------------------------------------ | --------------- |
| Alemanha — Media Control AG                                  | 30              |
| Austrália — Kent Music Report                                | 1               |
| Áustria — Ö3 Austria Top 75                                  | 25              |
| Canadá — RPM Singles Chart                                   | 1               |
| Estados Unidos — Billboard Hot 100                           | 1               |
| Estados Unidos — Hot R&B/Hip-Hop Songs (Billboard)           | 3               |
| Estados Unidos — Adult Contemporary (Billboard)              | 1 (5x)          |
| Irlanda — IRMA                                               | 4               |
| Itália — Musica e dischi                                     | 13              |
| Nova Zelândia — RIANZ                                        | 12              |
| Países Baixos — Dutch Top 40                                 | 24              |
| Suécia — Sverigetopplistan                                   | 14              |
| Suíça — Schweizer Hitparade                                  | 20              |
| Reino Unido — UK Singles Chart (The Official Charts Company) | 8               |

| País — Tabela musical (1986)               | Posição |
| ------------------------------------------ | ------- |
| Austrália — Kent Music Report              | 27      |
| Estados Unidos — Billboard Hot 100         | 11      |
| Estados Unidos — Black Singles (Billboard) | 46      |
| Estados Unidos — Pop Singles (Billboard)   | 11      |

### Certificações
| Região         | Certificador | Certificação |
| -------------- | ------------ | ------------ |
| Canadá         | Music Canada | Ouro         |
| Estados Unidos | RIAA)        | Ouro         |

## Versão de Adriana (1988)
Em 1988, "The Greatest Love of All" ganhou uma versão em português no Brasil, chamada "Viver é ter você pra mim". A letra em português foi escrito pelos brasileiros Márcio Monteiro, Marcos Monteiro, Carlos Duarte e Claudio Boca, gravada originalmente pela Adriana (cantora brasileira) o sucesso foi tão grande que ganhou em 2013 uma versão remix com a participação especial de suas filhas Natanna e Tuanny. Anos mais tarde foi regravada por várias artistas brasileiros.